# Đuro Lončarević
Đuro Lončarević, črnogorski generalpolkovnik, * 16. april 1920, † 1. april 1987.
Bil je udeleženec narodnoosvobodilnega boja, generalpolkovnik JNA, Politični komisar in narodni heroj Jugoslavije.

## Biografija
Že zgodaj je izgubil starše - mati mu je umrla leta 1929, oče Maxim pa leta 1934, zato je bilo njegovo otroštvo zelo težko. Z mlajšim bratom sta živela pri babici, ki je skrbela zanju. Osnovno šolo je končal v rojstni vasi, prve tri razrede gimnazije je opravil v Beranih, četrti razred v Bijelem Polju, ostale razrede pa v Peči, kjer je maturiral. Med šolanjem je živel v revščini, preživljal se je z zasebnim poukom šibkejših učencev in skromno pomočjo, ki mu jo je pošiljala babica. Po končani gimnaziji se je vpisal na Filozofsko fakulteto v Beogradu, kjer je študiral matematiko. Med študijem se je preživljal z delom natakarja v študentski menzi. Takoj po prihodu na beograjsko univerzo se je povezal s študentskim revolucionarnim gibanjem in sodeloval v njegovih akcijah — demonstracijah, razdeljevanju letakov, pisanju parol itd. Bil je udeleženec znanih demonstracij 14. decembra 1939. Skupaj z Mahmutom Bušatlijo, Savo Burićem in Slobodanom Tuzlićem je delal na ilegalnem tiskanju letakov in drugih gradiv za potrebe študentskega gibanja. Konec leta 1940 je postal sekretar partijske celice in član partijskega biroja na filozofski fakulteti. Aktivno je sodeloval tudi pri delu študentskih društev in bil v šolskem letu 1939/40 sekretar Akcijskega odbora strokovnih študentskih društev beograjske univerze.

## Narodnoosvobodilni boj
Po izbruhu trinajstojulijske vstaje v Črni gori je Đuro 15. julija 1941 v vasi Brezojevica pri Plavu organiziral gverilski odred. Takrat je bil sekretar partijske celice v Gusinju in sekretar takrat oblikovane krajevne organizacije za Plav, Gusinje in Veliko. Po izbruhu upora, avgusta 1941, je bil imenovan za člana Okrajnega komiteja KPJ za Andrijevico. Bil je tudi politični komisar najprej čete, nato pa bataljona v Komskem partizanskem odredu poleti in jeseni 1941. Kot del Komskega partizanskega odreda je 1. decembra 1941 sodeloval v napadu na Pljevlja.
Leta 1939 je postal član KPJ in leta 1941 se je pridružil NOVJ. Po porazu v Pljevljih se je 21. decembra 1941 s preostalim delom svojega bataljona pridružil takrat oblikovani 1. proletarski brigadi v Rudem. Kot viden borec je bil imenovan za namestnika političnega komisarja čete, nato pa za namestnika političnega komisarja Drugega črnogorskega bataljona. Od junija 1943 do novembra 1943 je bil najprej član, nato pa sekretar divizijskega partijskega vodstva Prve proletarske divizije. Po opravljenem enomesečnem partijskem tečaju v Jajcu je bil nekaj časa na partijskem delu v Bariju v Italiji. Avgusta 1944 je bil poslan v Sovjetsko zvezo, kjer je prevzel mesto političnega komisarja Prve jugoslovanske brigade, ki je bila sestavljena iz vojnih ujetnikov in jugoslovanskih državljanov, živečih v ZSSR. Na poti v Jugoslavijo je ostal dva meseca v Romuniji, v sklopu Rdeče armade. Decembra 1944 je bil imenovan za političnega komisarja Štirinajstega srbskega korpusa, nato pa je bil premeščen v politično upravo Ministrstva za narodno obrambo. Med vojno je bil trikrat ranjen.

### Povojno obdobje
Po osvoboditvi države je vojaško kariero nadaljeval v Jugoslovanski ljudski armadi (JNA), kjer je sprva opravljal politične dolžnosti - od 1946 do 1948 je bil politični komisar Jugoslovanske vojne mornarice, nato politični komisar beograjske armade okrožja, načelnik Uprave za moralno-politično izobraževanje JNA, načelnik sekretariata Sveta narodne obrambe, poveljnik vojaškega področja, poveljnik armade, načelnik Centra višjih vojaških šol JNA idr. Bil je član Pooblaščenca CK SKJ za JNA in član Konferenčnega komiteja SKJ v JNA. Končal je Višjo vojaško akademijo JNA in tečaj opere JNA. Od leta 1956 do 1958 je bil predsednik Nogometnoga kluba Partizan. Upokojil se je leta 1978 s činom generalpolkovnika JNA. 
Umrl je 1. aprila 1987 v Beogradu in bil pokopan v Aleji narodnih herojev na Novem pokopališču v Beogradu. Odlikovan je bil z redom Partizanske spomenice 1941 in drugimi jugoslovanskimi odlikovanji, med katerimi so red vojne zastave, red partizanske zvezde z zlatim vencem, red bratstva in enotnosti z zlatim vencem, red dr. partizansko zvezdo s srebrnim vencem, red zaslug za narod s srebrnimi žarki in red za hrabrost. Je tudi nosilec Grunwaldskega križa Republike Poljske drugega razreda. Z redom Narodnega heroja je bil odlikovan 27. novembra 1953.
Med vojno je bil politični komisar več enot; na političnem področju je deloval tudi po vojni.